# Liste der Biografien/Palg
Liste der Biografien |
Portal Biografien |
Personensuche
# |
A |
B |
C |
D |
E |
F |
G |
H |
I |
J |
K |
L |
M |
N |
O |
P |
Q |
R |
S |
T |
U |
V |
W |
X |
Y |
Z |
?
 
Pa |
Pc |
Pe |
Pf |
Ph |
Pi |
Pj |
Pk |
Pl |
Pm |
Pn |
Po |
Pr |
Ps |
Pt |
Pu |
Pv |
Pw |
Py
 
Paa |
Pab |
Pac |
Pad |
Pae |
Paf |
Pag |
Pah |
Pai |
Paj |
Pak |
Pal |
Pam |
Pan |
Pao |
Pap |
Paq |
Par |
Pas |
Pat |
Pau |
Pav |
Paw |
Pax |
Pay |
Paz
 
Pala |
Palb |
Palc |
Pald |
Pale |
Palf |
Palg |
Palh |
Pali |
Palj |
Palk |
Pall |
Palm |
Paln |
Palo |
Palp |
Pals |
Palt |
Palu |
Palv |
Paly |
Palz
Die Liste der Biografien führt alle Personen auf, die in der deutschsprachigen Wikipedia einen Artikel haben. Dieses ist eine Teilliste mit 8 Einträgen von Personen, deren Namen mit den Buchstaben „Palg“ beginnt.

## Palg

### Palge
- Palgen, Rudolf (1895–1975), luxemburgischer Romanist

### Palgi
- Palgi, Daniel (1899–1988), estnischer Literaturwissenschaftler

### Palgr
- Palgrave, Francis (1788–1861), britischer Geschichtsforscher
- Palgrave, Francis Turner (1824–1897), britischer Dichter und Literaturkritiker
- Palgrave, William Gifford (1826–1888), britischer Orientreisender

### Palgu
- Palgut, Filip (* 1991), slowakischer Volleyballspieler
- Palguta, Ľubomír (* 1978), slowakischer Crosslauf-Sommerbiathlet
- Palgutová, Karin (* 1993), slowakische Volleyballspielerin